# Dicranomyia magninota
Dicranomyia magninota là một loài ruồi trong họ Limoniidae. Chúng phân bố ở miền Cổ bắc.